# Адміністративний устрій Нікольського району
Адміністрати́вний у́стрій Ніко́льського райо́ну — адміністративно-територіальний поділ Нікольського району Донецької області на 1 селищну раду та 10 сільських рад, які об'єднують 43 населені пункти та підпорядковані Володарській районній раді. Адміністративний центр — смт Нікольське.

## Список радНікольського району
| №  | Назва                         | Центр            | Населені пункти                                                                | Площа км² | Місце за площею | Населення (2001), чол. | Місце за населенням |
| -- | ----------------------------- | ---------------- | ------------------------------------------------------------------------------ | --------- | --------------- | ---------------------- | ------------------- |
| 1  | Нікольська селищна рада       | смт Нікольське   | смт Нікольське с-ще Лісне с. Новоянисоль                                       |           |                 |                        |                     |
| 2  | Боївська сільська рада        | с. Бойове        | с. Бойове с. Малинівка с. Новогригорівка с. Паннівка с. Суженка                |           |                 |                        |                     |
| 3  | Зеленоярська сільська рада    | с. Зелений Яр    | с. Зелений Яр с. Веселе с. Лугове с. Садове с. Федорівка                       |           |                 |                        |                     |
| 4  | Зорянська сільська рада       | с. Зоря          | с. Зоря с. Водяне с. Гранітне с. Приовражне                                    |           |                 |                        |                     |
| 5  | Кальчицька сільська рада      | с. Кальчик       | с. Кальчик с. Кирилівка с. Келерівка                                           |           |                 |                        |                     |
| 6  | Касянівська сільська рада     | с. Касянівка     | с. Касянівка с-ще Асланове с. Ключове с. Кременівка с. Македонівка с. Херсонес |           |                 |                        |                     |
| 7  | Малоянисольська сільська рада | с. Малоянисоль   | с. Малоянисоль с. Катеринівка с. Труженка                                      |           |                 |                        |                     |
| 8  | Новокраснівська сільська рада | с. Новокраснівка | с. Новокраснівка с. Кальчинівка с. Назарівка с. Українка                       |           |                 |                        |                     |
| 9  | Республіканська сільська рада | с. Республіка    | с. Республіка с. Ксенівка с. Новороманівка с. Сергіївка                        |           |                 |                        |                     |
| 10 | Темрюцька сільська рада       | с. Темрюк        | с. Темрюк                                                                      |           |                 |                        |                     |
| 11 | Тополинська сільська рада     | с. Тополине      | с. Тополине с. Криничне с. Первомайське с. Перемога с. Шевченко                |           |                 |                        |                     |